# Scott Klopfenstein

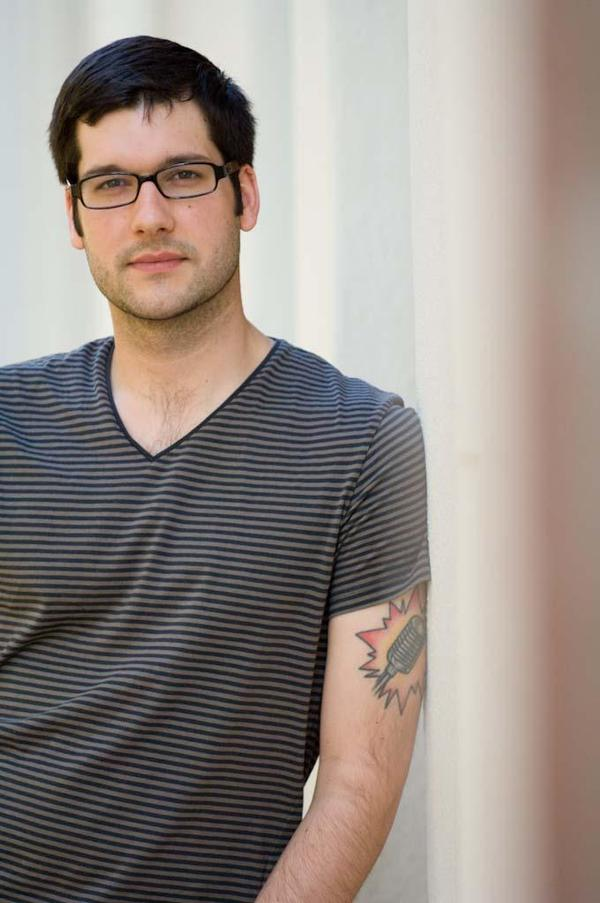
Scott Klopfenstein (2007)

Scott Klopfenstein (* 31. Mai 1977 in Garden Grove, Kalifornien) ist ein ehemaliges Mitglied der US-amerikanischen Ska-Band Reel Big Fish.

## Biografie
Scott Klopfenstein spielt Gitarre, Trompete, Klavier und singt.
Vor seiner Zeit bei Reel Big Fish war er in der kalifornischen Band Nuckle Brothers und ebenso wie Aaron Barrett in der Band The Scholars zu sehen, wo er Trompete spielte.
Scott Klopfenstein hat während dieser Zeit ein Nebenprojekt (PAL) gestartet, das er mit dem ehemaligen Band-Mitglied von The Scholars, Jesse Wildler, verwirklichen wollte. Dies war jedoch nur von kurzer Dauer und einige Zeit später gründete er The Littlest Man Band, bei der ein weiteres Mitglied von Reel Big Fish – Dan Regan – vertreten war.
Scott und seine LMB traten weniger Ska auf, sondern mehr Classy. Dennoch spielten sie oft mit Reel Big Fish zusammen.
Im Jahr 2005 zog Scott Klopfenstein nach New York, und im September des Jahres hat man bei ihm das Guillain-Barré-Syndrom festgestellt. Daraufhin hatte er einen längeren Aufenthalt im Krankenhaus.
Während einer Europatour mit Reel Big Fish im Jahr 2006 musste er aufgrund seiner Krankheit kurzzeitig die Tour abbrechen und von Amsterdam zurück nach New York fliegen.
Im September 2006 heiratete Klopfenstein seine Verlobte Teka, die er seit seiner Schulzeit kennt.
Da Scott und seine Frau ein Kind erwarteten hat sich Scott im Januar 2011 dazu entschlossen sich zukünftig der Familie zu widmen und Band und Tourleben hinter sich zu lassen. Er gab den endgültigen Austritt bei Reel Big Fish bekannt.

## Diskografie

### Alben
- Everything Sucks (Reel Big Fish – 1995)
- Turn The Radio Off (Reel Big Fish – 1996)
- Why Do They Rock So Hard (Reel Big Fish – 1998)
- Last Great Record Of The 20th Century (The Scholars – 1998)
- Cheer Up! (Reel Big Fish – 2002)
- Favourite Noise (Reel Big Fish – 2002)
- Better Book Ends (The Littlest Man Band – 2004)
- Demos and Practices (The Littlest Man Band – 2004)
- Friend Or FOE? (The Forces Of Evil – 2004)
- We’re Not Happy ‘Til You’re Not Happy (Reel Big Fish – 2005)
- Live On KUCI (The Littlest Man Band – 2005)
- Our Live Album Is Better Than Your Live Album (Reel Big Fish – 2006)
- Greatest Hit…and More (Reel Big Fish – 2006)
- Monkeys For Nothin’ and The Chimps For Free (Reel Big Fish – 2007)

### EPs
- Duet All Night Long (Reel Big Fish & Zolof The Rock & Roll Destroyer – 2006)
- Because We Care (The Forces Of Evil – 2002)
- Keep Your Receipt EP (Reel Big Fish – 1997)

### DVDs
- Episode 8 – The Show Must Go Off! Reel Big Fish – Live At The House Of Blues (Reel Big Fish – 2003)
- You’re All In This Together (Reel Big Fish – 2006)